# Niki Gudex
Niki Gudex (* 19. Juli 1978 in Guildford, England) ist eine ehemalige australische Mountainbikerin.

## Werdegang
In der ersten Zeit als Mountainbikerin war Gudex im Downhill aktiv, später wechselte sie zum Cross Country. Sie ist mehrfache Medaillengewinnerin bei den Australischen Meisterschaften im Nachwuchsbereich sowie 2004 und 2005 auch in der Elite. 2001 gewann sie die Gesamtwertung der Australian National DH Series, 2003 der Australian National XC Series. International startete sie mehrfach bei den UCI-Mountainbike-Weltmeisterschaften ohne sich besonders hervorzutun. Bei den Ozeanien-Meisterschaften 2003 wurde sie Vierte im Cross-Country und Zweite im Downhill.
Bekannt wurde sie nicht vorrangig durch ihre sportlichen Erfolge, sondern durch ihr Äußeres: Die australische Ausgabe vom FHM hat sie in den Jahren 2002 bis 2006 in der Liste „100 Sexiest Women in the World“ geführt. Sie erschien auf den Cover verschiedener Zeitschriften und war Werbebotschafterin für Oakley, Scott Bikes und Castelli Radsportbekleidung. Im deutschsprachigen Raum erhielt sie zusätzlich Aufmerksamkeit, als sie als erste Frau überhaupt Mitglied im deutschen SRM Simplon Team wurde.
Neben bzw. nach ihrer Tätigkeit als Mountainbikerin arbeitete sie als Grafikdesignerin, an der University of Wollongong machte sie ihren Abschluss als Bachelor of Creative Arts mit den Schwerpunkten Grafikdesign und Neue Medien.

## Erfolge
2001
- Gesamtwertung Australian National DH Series

2003
- Ozeanien-Meisterschaften – Downhill
- Gesamtwertung Australian National XC Series